# Дурново, Николай Дмитриевич
Николай Дмитриевич Дурново (1725—1816) — генерал-аншеф (с 1794), сенатор (1783).

## Биография
В 1742 году поступил на военную службу солдатом лейб-гвардии Семёновского полка; дослужился в нём в 1762 году до звания капитан-поручик. По Высочайшему указу, 6 мая 1763 года, был командирован в Воронежскую губернию для производства следствия по делу воеводы Козлова; по возвращении, в 1765 году, произведён в капитаны, отправлен с особым поручением в Яицкий городок, после чего вынужден уйти в отставку. В апреле 1770 года возвратился к активной службе, был определён в провиантское ведомство с чином бригадира. С 1771 года — генерал-провиантмейстер, а в 1775 году — генерал-майор и генерал-кригскомиссар. В июне 1783 года с чином генерал-поручика назначен присутствующим в 5-й департамент Сената, в 1791 году возглавил Провиантский департамент. В 1793 году награждён орденом Св. Владимира I степени. 1 января 1795 года произведён в генерал-аншефы; 28 июня 1796 года получил от императрицы Екатерины II в вечное владение 1 828 крепостных душ в Полоцкой и Минской губерниях.
24 ноября 1796 года переименован в чин генерала от инфантерии, но уже 14 апреля 1797 года был уволен в отставку. Однако в 1802 году вошёл в «Комитет для уравнения городских повинностей»
В 1777 году Николай Дмитриевич Дурново стал владельцем двора Бибиковых; в 1781 году он велел построить «на оном дворе каменные палаты в два этажа». Именно этот дом, находящийся по адресу Климентовский переулок, д. 1 получил, в качестве памятника, название «Палаты Дурново».
Его сын Дмитрий (1769—1834) был женат с 1790 года на Марии Никитичне Демидовой. После смерти Никиты Акинфиевича Демидова стал опекуном над его детьми, вместе с сенатором Александром Васильевичем Храповицким. Дурново во время опеки ведал в основном хозяйственными и финансовыми делами наследников.
Дочь, Надежда (1778—1839), была замужем за М. А. Петровским.
Умер в 1816 году.